# كعكة عيد ميلاد (أغنية)
بيرثداي كايك هي أغنية سجلتها المغنية البربادوسية ريانا لألبومها الإستديو السادس، توك ذات توك (2011). بعد أن تسربت على شبكة الإنترنت، أعرب المعجبين على رغبتهم في الأغنية بأن يتم إدراجها في توك ذات توك، ولكن تم الكشف لاحقاً أن الأغنية مدتها (دقيقة واحدة وثمانية عشر ثانية). ونظراً لمستوى رغبة المعجبين العالية، أدرجت الأغنية باعتبارها فاصل. نسخة الأغنية الكاملة، تضم عشيقها السابق كريس براون، تم عرضها لأول مرة على شبكة الإنترنت يوم 20 فبراير، 2012، ليتزامن مع عيد ميلاد ريانا الرابع والعشرين.

## الكتابة والإنتاج

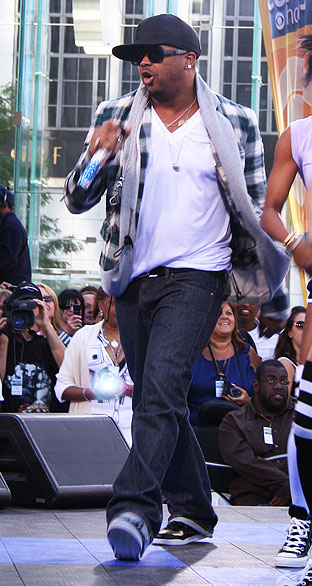
شارك ذا-دريم في كتابة وإنتاج الأغنية.

كتبت «بيرثداي كايك» من قبل ذا-دريم، وريانا، وماركوس بالاسيوس، وإرنست كلارك، ومن إنتاج دا انتيرنز، وذا-دريم. تم تسجيل الأغنية في غرفة 1306 في فندق راديسون بلو رويال في كوبنهاغن، الدانمرك. في مقابلة The Boom Box، المنتج ذا-دريم أجاب على سؤال حول شعور المعجبين بخيبة الأمل على أن «بيرثداي كايك» لن تتضمن توك ذات توك (2011) بعد أن تسربت على شبكة الإنترنت قبل صدور الألبوم في نوفمبر 2011؛ أوضح المنتج الأغنية أنتجت على شكل فاصل فقط، وأن نسخة الأغنية الكاملة سوف تصدر خلال فترة ألبوم توك ذات توك.

## استقبال النقاد
حصلت «بيرثداي كايك» على ردود فعل مختلطة من نقاد الموسيقى. أشاد جيسون ليبشتز من Billboard الأغنية الفاصلة، قائلاً «نحن جميعاً نريد أغاني عن أعياد الميلاد الغير لائقة في موسيقى البوب، لكن ثمانية وسبعين ثانية من 'بيرثدي كيك' فقط لا تكفي للاحتفال!». سام لانسكي من MTV Buzzworthy تكلم عن «بيرثداي كايك»، قائلاً، «إنها الزلة الوحيدة في الألبوم - وليس لأنها ليست مذهلة (بل هي!)، ولكن لأنها فقط ثمانية وسبعين ثانية.» ميليسا ميرز من Entertainment Weekly كتبت أن «بيرثداي كايك» جنباً إلى جنب مع «كوكينس (لوف إت)»، كانت أكثر الأغاني استفزازاً في الألبوم. مايك دايف من BBC Music، كتب أن «بيرثداي كايك» هي «أغنية بلا جدوى مدتها حوالي دقيقة مع اشتراك المنتج ذا-دريم، الذي هدر وقته في إنتاج هذه الأغنية المملة.»

## الأداء التجاري
عندما صدر توك ذات توك، دخلت «بيرثداي كايك» على عدة من الرسوم البيانية حول العالم. في المملكة المتحدة، دخلت «بيرثداي كايك» لأول مرة في المركز المائة والثاني والسبعين يوم 3 ديسمبر، 2011.

## الجوائز والترشيحات
| السنة | الحفل                              | البلد المضيف        | الفئة                        | النتيجة | المصادر |
| ----- | ---------------------------------- | ------------------- | ---------------------------- | ------- | ------- |
| 2013  | جوائز آيسكاب رذم أند سول الموسيقية |                     | أفضل أغنية آر أند بي/هيب-هوب | فوز     | [ 9 ]   |
| 2013  | جوائز بي إم آي آيربان              | الأغاني الأكثر أداءً | فوز                          | [ 10 ]  |         |

## العروض الحية
قامت ريانا بأداء الأغنية للمرة الأولى يوم 5 مايو، 2012، في ساترداي نايت لايف، كجزء من مزيج مع أغنية «توك ذات توك».

## الصيغ وقائمة الأغاني
- نسخة الألبوم[12]

1. «بيرثداي كايك»  – 1:18

## الرسوم البيانية

### الرسوم البيانية الأسبوعية
| الدولة | الرسم البياني (2011)      | المركز | المصادر |
| ------ | ------------------------- | ------ | ------- |
|        | (Official Charts Company) | 172    | [ 13 ]  |

## الشهادات
| الدولة | المزود | الشهادات  | المبيعات  | المصادر |
| ------ | ------ | --------- | --------- | ------- |
|        | (RIAA) | بلاتينيوم | 1,000,000 | [ 14 ]  |

## نسخة الريمكس مع اشتراك كريس براون
ريمكس أغنية «بيرثداي كايك» كانت مع اشتراك المغني الأمريكي كريس براون، وهي النسخة الكاملة من النسخة الفاصلة الأصلية الذي أدرجت في الأصل في توك ذات توك. تم إرسال الأغنية إلى الإذاعة باعتبارها الأغنية المنفردة الرابعة من الألبوم في الولايات المتحدة يوم 6 مارس، 2012.

## الخلفية والتنمية

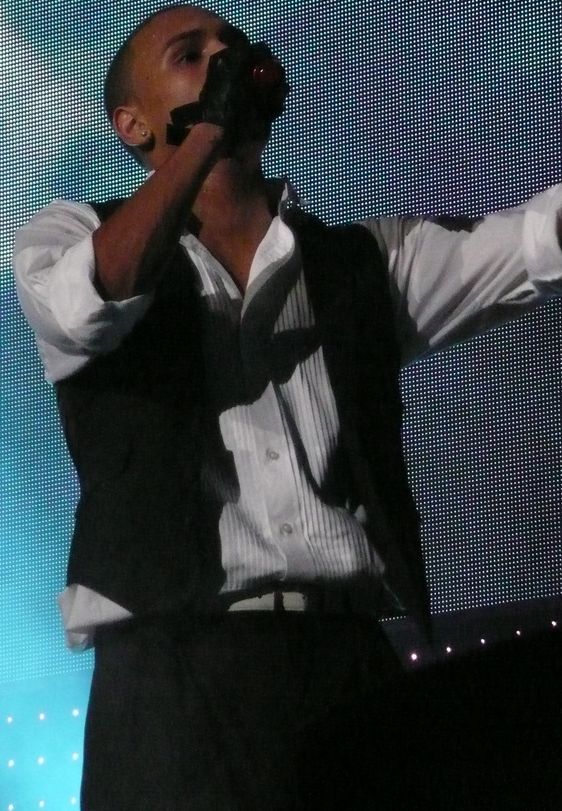
مشاركة كريس براون في الريمكس تلقى على العديد من النقد السلبي بسبب ماضيهم معاً.

نظراً لارتفاع مستوى الطلب من قبل معجبين ريانا لاصدار النسخة الكاملة من «بيرثداي كايك»، نشرت ريانا رسالة عبر حسابها الشخصي في التويتر، وقالت أنه على رأس جدول أعمالها لتسجيل الأغنية كاملة وإصدارها. في فبراير 2012، وقد تردد أن كريستينا أغيليرا سوف تشترك في ريمكس الأغنية بعدما قامت ريانا في كتابة رسالة على التويتر، قائلة: «أحتاج شخص #قذر،» من المفترض أن هذه الرسالة تشير إلى أغنية كريستينا «ديرتي» (2002)، والتي تتضمن على محتوى غنائي مشابه للأغنية. أكدت ريانا في وقت لاحق أنها لا تريد فنانة في هذا التعاون، قائلة: «لا يسمح للفتيات على #كايك».

## التسجيل والإصدار
في 16 فبراير، 2012، وقد تردد أن عشيقها السابق كريس براون سوف يشارك في النسخة الكاملة من الأغنية. ظهرت تقارير بعد أن كل من ريانا وكريس شوهدوا يغادرون استديوهات ويستلايك في لوس أنجلوس في أوقات منصلة. وقد ظهرت أيضاً العديد من الشائعات عندما حضرت ريانا مع كريس في جوائز الغرامي يوم 8 فبراير، 2012. أثار حضورهم معاً إلى العديد من الجدل من قبل وسائل الإعلام في جميع أنحاء العالم، يرجع ذلك إلى حقيقة أن كريس وريانا تورطوا في مشادة جسدية مساء يوم حفل توزيع جوائز الغرامي لعام 2009. كشف في نهاية المطاف أن النسخة الكاملة الطويلة مع اشتراك كريس، وقد صدرت في عيد ميلاد ريانا، يوم 20 فبراير، 2012. أرسلت الأغنية إلى إذاعة آيربان كونتيمبوراري في الولايات المتحدة يوم 6 مارس، 2012، كأغنية منفرد رابعة من توك ذات توك.

## استقبال النقاد
كتبت بيث هاردي من Daily Mirror أن الريمكس جاء بمثابة صدمة، بسبب كيفية كريس «اعتدى عليها بعنف في سيارة قبل ثلاث سنوات فقط قبل حفل جوائز الغرامي». علق جون كارامانيكا من The New York Times أن ريمكس «بيرثداي كايك»، وكذلك الأصلية، كلاهما كانت جيدة. ومع ذلك، كان جون حاسم نحو التعاون في حد ذاته، بسبب تاريخ ريانا وكريس.

## الأداء التجاري
دخلت نسخة الريمكس لأغنية «بيرثداي كايك» لأول مرة في المركز العشرين على الرسم البياني الأمريكي لأغاني الآر أند بي/الهيب-هوب يوم 10 مارس، 2012. بلغت ذروتها في المركز الثاني. دخلت الأغنية لأول مرة في المركز الثالث والستين على الرسم البياني الأمريكي بيلبورد هوت 100 يوم 10 مارس، 2012. بلغت ذروتها في المركز الرابع والعشرين. دخلت الأغنية لأول مرة في المركز الثالث والسبعين على الرسم البياني الأمريكي لأغاني الراديو يوم 10 مارس، 2012. بلغت ذروتها في المركز السادس عشر.

## العروض الحية
قامت ريانا بأداء نسخة الريمكس في مهرجان راديو 1 هاكني ويك إند يوم 24 مايو، 2012. أدرجت الأغنية في وقت لاحق في جولتها العالمية دايموندز وورلد تور لعام 2013.

## الرسوم البيانية
| الدولة | الرسم البياني (2012) | المركز | المصادر |
| ------ | -------------------- | ------ | ------- |
|        | (Billboard Hot 100)  | 24     | [ 27 ]  |

| الدولة | الرسم البياني (2012) | المركز | المصادر |
| ------ | -------------------- | ------ | ------- |
|        | (Billboard Hot 100)  | 79     | [ 28 ]  |

## تاريخ الإصدار
| الدولة       | التاريخ                   | نوع الإصدار | الشركة المنتجة | المصادر |
| ------------ | ------------------------- | ----------- | -------------- | ------- |
|              | 20 فبراير، 2012           | العرض الأول | ديف جام        | [ 15 ]  |
| 6 مارس، 2012 | آيربان كونتيمبوراري راديو |             | ديف جام        | [ 15 ]  |